# Oronymie
L'oronymie, du grec ancien ὄρος / óros (« montagne ») et ὄνομα / ónoma (« nom »), est la science de l'étude des oronymes ou toponymes du relief en général (montagne, chaîne de montagnes, massif, haute terre, colline, rocher, etc.) et plus particulièrement des montagnes. Elle s'inscrit dans le domaine de la toponymie qui étudie plus largement les noms de lieux en géographie et plus généralement dans le domaine de l'onomastique, l'étude des noms propres.
Les oronymes, appliqués parfois à de simples hauteurs, sont très fréquents en toponymie. La plupart des villes sont, en effet, bâties sur des hauteurs ou des contreforts pour des raisons défensives ou de simple protection contre les inondations.

## Histoire des toponymes montagnards
Les vocables de la montagne se caractérisent par l'importance des variantes et synonymes ; cette richesse est issue des observations nombreuses des hommes qui vivent dans la montagne avec la nature et de la variété linguistique. Outre les couches successives de populations à travers les âges qui ont colonisé le domaine montagnard, dont on retrouve les traces et les racines linguistiques dans les cartes anciennes et les cadastres, il y a les déformations successives des noms en particulier à une époque où l’orthographe n’était pas fixée et lors de transcriptions dans un mouvement général de francisation. De plus, certains toponymes de la carte d'état-major (1818-1881) ont été collectés par des officiers cartographes plus préoccupés par les formes et accidents de terrain que par les questions linguistiques,,.

## Les mots pour diremontagne
L’occitan serre correspond à un mamelon, une croupe, un relief allongé, une pointe rocheuse voire un contrefort et viendrait d'un terme pré-indo-européen ou prélatin serra : montagne allongée ou crête en dos d'âne. En géographie, le mot désigne une forme de relief : crêtes étroites et allongées, dénudées, gazonnées ou boisées. La moitié méridionale de la France est très riche en toponymes formés sur serre. 
Tête et soubeyran avec ses variantes, comme barre et chaux (chau, chalp, chaup, chaume) ou encore cime et berg se réfèrent à des hauteurs ou des sommets.
Puy est fréquent en toponymie pour désigner des lieux-dits situés en hauteur (du latin podium : hauteur, lieu élevé) en particulier dans le Massif central.
En basque, le terme mendi, montagne, constitutif de nombreux toponymes, s'applique à toute hauteur, même peu élevée ; hegi correspond à une crête, munho à la colline, gain aux hauteurs. 
Par-delà les mots qui indiquent la montagne précisément, il existe un ensemble de termes relatifs aux détails du paysage montagnard comme adret et ubac ou encore moraine pour ne prendre que des exemples alpins. Les termes évoquant la végétation, naturelle ou aménagée, sont particulièrement fréquents tant en montagne qu’en plaine et renseignent sur les qualités du milieu ou son histoire.

## Principales racines européennes
Les principales racines oronymiques européennes sont :
- les romans monte, mont- et roqu-, roche ;
- le germanique berg, borg ;
- le slave gora.

On trouve aussi :
- (k)harr / *garr : pré-indoeuropéen (k)harri 'pierre, roc' (Arles, Carcassonne, Garros, Quéribus, Carros, etc.) ;
- *barr / *vor : lapon varre 'montagne' (Bar, Berre, Voreppe, etc.) ;
- biç : pré-indoeuropéen phizi, bizi 'vif (aigu)' (Besançon, Vésubie, etc.) ;
- br-k, brig : celtique (gaulois et ligure) 'hauteur' (Brie, Briec, La Brigue, Brignon, Brégançon, Briançon (Brigantium) et Briançonnet (Brigomagus)) et brok 'éperon rocheux' (Le Broc, Broc, Brocas, La Broque, etc.)[7] ;
- *bun / *mun : pré-indoeuropéen munho 'colline', français bugne 'bosse' (Bunus) ;
- dun / *tun : gaulois (celte) dunon 'place forte' et duno 'hauteur', Anglais town 'ville' (Verdun, Thonon, Duno, Lugdunum, etc.) ;
- *ezter / *est : basque (pré-indoeuropéen ?) 'gorge' (Ezterenzubi, Ezterengibel, Esteribar[8]) et/ou pré-indoeuropéen 'escarpement rocheux', 'roche hérissée' (Estérel, Estézargues, Estéron et Roquestéron, Estavar, Estos, Estensan, Esterre, Esteil, Esténos)[9] ;
- *kalm 'hauteur dénudée' : (Chaumes, Montcalm) ;
- *kan : pré-indoeuropéen gain < *khan 'sommet', 'dessus' (Arcangues, Cannes française et italienne, Kanne, etc.) ;
- *kukk : albanais kokë 'tête', basque goi 'haut' (Cuq, Cucugnan, Cocumont, etc.) ;
- mal : albanais mal 'montagne', Tamoul malai 'tertre' (Bethmale, Maladeta) ;
- *pal- / balç : langue d'oc balç 'escarpement rocheux' (Pau, Mont Bal, Col de la Paille, etc.) ;
- *pend- / *mend- : pré-indo-européen phendaiz, basque mendi, espagnol peña, Gascon pena 'mont' (Penne, divers La Penne, Peñíscola, Menton, Manosque, etc.) ;
- *seg / *set : (Sète, Ségalar, Ségalas, La Ségalassière, Sigüenza, etc.), pré-indoeuropéen *sek-, 'hauteur' et *sik-, 'montagne'[7], et variante Sig-, celtique 'montagne' (Sigale, Sigalens, Sigonce)[10] ;
- *tur : gaulois duron, Touron, Duras, etc. ;
- *tuk, *truk, *tsuk, *tjuk : gascon tuc, truc 'tertre', français trou, souche, etc. (Joch, Suc) ;
- *uc : (Uzès, Uzerche, etc.) ;
- *went (Ventoux, Vence, Vignemale, etc.).